# WTA-toernooi van Monastir
Het WTA-toernooi van Monastir is een jaarlijks terugkerend tennistoernooi voor vrouwen dat wordt georganiseerd in de Tunesische stad Monastir. De officiële naam van het toernooi is Jasmin Open.
De WTA organiseert het toernooi, dat in de categorie "WTA 250" valt en wordt gespeeld op hardcourtbanen.
De eerste editie ontrolde zich in 2022, en werd gewonnen door de Belgische Elise Mertens, die het jaar erna haar titel prolongeerde.

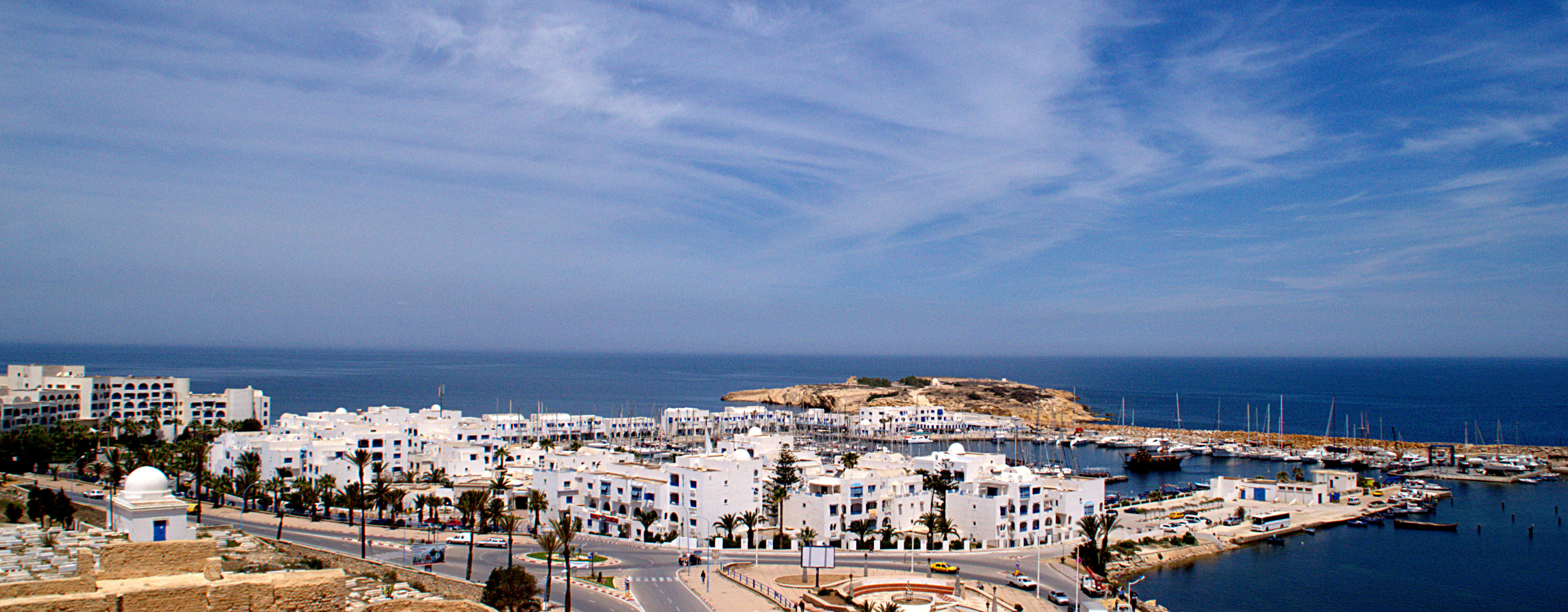
Aanzicht van Monastir

## Meervoudig winnaressen enkelspel
| speelster     | aantal titels | in de jaren |
| ------------- | ------------- | ----------- |
| Elise Mertens | 2             | 2022, 2023  |

## Finales

### Enkelspel
| Datum      | Naam        | Cat.    | ($)     | Ondergrond        | Winnares      | Verliezend finaliste | Uitslag  |         |
| ---------- | ----------- | ------- | ------- | ----------------- | ------------- | -------------------- | -------- | ------- |
| 2022-10-03 | Jasmin Open | WTA 250 | 251.750 | hardcourt, buiten | Elise Mertens | Alizé Cornet         | 6-2, 6-0 | details |
| 2023-10-16 | Jasmin Open | WTA 250 | 259.303 | hardcourt, buiten | Elise Mertens | Jasmine Paolini      | 6-3, 6-0 | details |
| 2024-09-09 | Jasmin Open | WTA 250 | 267.082 | hardcourt, buiten | Sonay Kartal  | Rebecca Šramková     | 6-3, 7-5 | details |

### Dubbelspel
| Datum      | Naam        | Cat.    | ($)     | Ondergrond        | Winnaressen                            | Verliezend finalistes                | Uitslag          |         |
| ---------- | ----------- | ------- | ------- | ----------------- | -------------------------------------- | ------------------------------------ | ---------------- | ------- |
| 2022-10-03 | Jasmin Open | WTA 250 | 251.750 | hardcourt, buiten | Kristina Mladenovic Kateřina Siniaková | Miyu Kato Angela Kulikov             | 6-2, 6-0         | details |
| 2023-10-16 | Jasmin Open | WTA 250 | 259.303 | hardcourt, buiten | Sara Errani Jasmine Paolini            | Mai Hontama Natalija Stevanović      | 2-6, 7-6, [10-6] | details |
| 2024-09-09 | Jasmin Open | WTA 250 | 267.082 | hardcourt, buiten | Anna Blinkova Mayar Sherif             | Alina Kornejeva Anastasija Zacharova | 2-6, 6-1, [10-8] | details |